# Camponotus foreli
Camponotus foreli é uma espécie de inseto do gênero Camponotus, pertencente à família Formicidae.